# Distretto di Tizi Rached
Il distretto di Tizi Rached è un distretto della provincia di Tizi Ouzou, in Algeria.

## Comuni
Il distretto di Tizi Rached comprende 2 comuni:
- Tizi Rached
- Aït Oumalou